# Alexander Behm
Alexander Karl Friedrich Franz Behm, född 11 november 1880 i Sternberg, död 22 januari 1952 i Tarp (distrikt Flensburg), var en tysk fysiker och uppfinnare.
Behm registrerade över 100 egna patent. Bland annatt fick han en tysk patent (No. 282009) på ett ekolod år 1913.
1928 blev han hedersdoktor vid Kiels universitet.